# Atticus Ross
Atticus Matthew Cowper Ross (* 16. Januar 1968 in England) ist ein britischer Komponist, Musiker und Produzent. Er komponierte gemeinsam mit Trent Reznor die Musik für den Film The Social Network, wofür beide 2010 den Academy Award erhielten. Für den Animationsfilm Soul erhielt er 2021 gemeinsam mit Reznor und Jon Batiste seinen zweiten Oscar.

## Leben und Karriere
Ross wurde 1968 als eines von sechs Kindern von Roxana Lampson und Ian Ross geboren. Das Model Liberty Ross und der Musiker Leopold Ross sind seine Geschwister. Sein Großvater war der britische Diplomat Miles Lampson, 1. Baron Killearn.
Atticus Ross trat erstmals mit Tim Simenons Bomb the Bass Mitte der 1990er Jahre in Erscheinung. Er arbeitete zur Zeit des Erscheinens von Unknown Territory und Clear als Synthesizer-Programmierer. Für Barry Adamson programmierte er den Synthesizer für The Negro Inside Me und Oedipus Schmoedipus. 1998 produzierte er das Album As Above, So Below. Danach gründete er mit Adam Holden und Claudia Sarne seine eigene Band 12 Rounds. Mit dieser veröffentlichte er die zwei Alben Jitterjuice und My Big Hero.
2000 ließ er sich in den Vereinigten Staaten nieder. Als Programmierer und Produzent war er an verschiedenen Alben von Nine Inch Nails beteiligt. 2010 komponierte er gemeinsam mit Trent Reznor den Soundtrack zu dem Film The Social Network von David Fincher. Für den Score erhielten er und Reznor unter anderem 2011 den Oscar, den Golden Globe Award und den Broadcast Film Critics Association Award.
Danach war er am Projekt How to Destroy Angels beteiligt. Ross spielt hier Synthesizer und Bass.
Ende 2011 kam die Verfilmung Verblendung (Originaltitel: The Girl with the Dragon Tattoo) des gleichnamigen Romans aus der Millennium–Trilogie des Autors Stieg Larsson in die Kinos. Regisseur war wiederum David Fincher und auch hier arbeitete Ross mit Trent Reznor am Soundtrack zusammen.
2014 komponierten Ross und Reznor den Soundtrack zur Romanverfilmung Gone Girl. Dies markierte die dritte Zusammenarbeit der beiden mit dem Filmregisseur David Fincher. Im gleichen Jahr komponierte Atticus Ross die Musik für Love & Mercy. 2015 folgte seine Arbeit an Blackhat.
2015 komponierte er die Titelmusik für den Walking-Dead-Ableger Fear the Walking Dead. 2017 komponierte er zusammen mit Trent Reznor den Soundtrack zur mehrteiligen Fernsehdokumentation Vietnam.
2021 wurden Ross und Reznor gemeinsam mit Jon Batiste für die Filmmusik zum Animationsfilm Soul mit dem Golden Globe Award und dem Oscar ausgezeichnet.
Im Jahr 2025 folgte ein weiterer Golden Globe Award für die Filmmusik zu Luca Guadagninos Challengers – Rivalen.

## Filmografie (Auswahl)
- 2004: FBI Serial Crime – Im Kopf des Killers (Touching Evil, Fernsehserie, 5 Folgen)
- 2009: New York, I Love You
- 2010: The Book of Eli
- 2010: The Social Network
- 2011: Verblendung (The Girl with the Dragon Tattoo)
- 2014: Gone Girl – Das perfekte Opfer (Gone Girl)
- 2014: Love & Mercy
- 2015: Blackhat
- seit 2015: Fear the Walking Dead (Fernsehserie)
- 2016: Triple 9
- 2016: Before the Flood
- 2017: Death Note
- 2017: Vietnam (The Vietnam War, Dokumentarreihe)
- 2018: Mid90s
- 2018: Bird Box – Schließe deine Augen (Bird Box)
- 2019: Watchmen
- 2019: Waves
- 2019: Wo die Erde bebt (Earthquake Bird)
- 2020: Soul
- 2020: Mank
- 2022: Bones and All (zusammen mit Trent Reznor)
- 2022: Empire of Light (zusammen mit Trent Reznor)
- 2023: Der Killer (The Killer, zusammen mit Trent Reznor)
- 2024: Challengers – Rivalen (zusammen mit Trent Reznor)
- 2024: Queer (zusammen mit Trent Reznor)
- 2024: Shogun (zusammen mit Leopold Ross und Nick Chuba)
- 2025: The Gorge (zusammen mit Trent Reznor)